# Aria Yousefi
Aria Yousefi (en persa: آریا یوسفی‎; Bandar-e Mahshahr, Juzestán, 22 de abril de 2002) es un futbolista iraní que juega en la demarcación de lateral derecho para el Sepahan FC de la Iran Pro League.

## Selección nacional
Tras jugar con las categorías inferiores de la selección, finalmente el 5 de enero de 2024 hizo su debut con la selección de Irán en un partido amistoso contra Burkina Faso que finalizó con un resultado de 2-1 a favor del combinado iraní tras los goles de Mehdi Taremi y Omid Ebrahimi para Irán, y de Mohamed Konaté para el combinado burkinés.

## Clubes
| Club       | País | Año   | Partidos | Goles |
| ---------- | ---- | ----- | -------- | ----- |
| Sepahan FC | Irán | 2021- | 82       | 5     |